# ناحية الزيارة
ناحية الزيارة إحدى نواحي سوريا تتبع إداريّاً لمحافظة حماة منطقة السقيلبية ومركزها بلدة الزيارة، بلغ تعداد سكان الناحية 38,872 نسمة حسب التعداد السكاني لعام 2004.

## بلدات وقرى ناحية الزيارة
العنكاوي، البحصة، البركة، دقماق، دوير الأكراد، عين الحمام، فورة، خربة الناقوس، العمقية تحتا، المنصورة، مرانة، قليدين، قرقور، قسطون، السرمانية، الصفصافة، السنديانة، تل واسط، زيزون، الزيارة، زقوم، الصفا (القاهرة)، العامرة، قسطل البرج، مشيك.